# Gongylidium
Gongylidium és un gènere d'aranyes araneomorfes de la subfamília Erigoninae, dins de la família Linyphiidae.
Fou descrit per primera vegada per Anton Menge in 1868.

## Distribució
Es pot trobar a la zona paleàrtica.

## Llista d'espècies
Segons The World Spider Catalog 12.0:
- Gongylidium baltoroi Caporiacco, 1935
- Gongylidium gebhardti Kolosváry, 1934
- Gongylidium rufipes (Linnaeus, 1758) (Espècie tipus)
- Gongylidium rugulosum Song & Li, 2010
- Gongylidium soror Thaler, 1993